# Sint-Jozefkerk (Grivegnée)

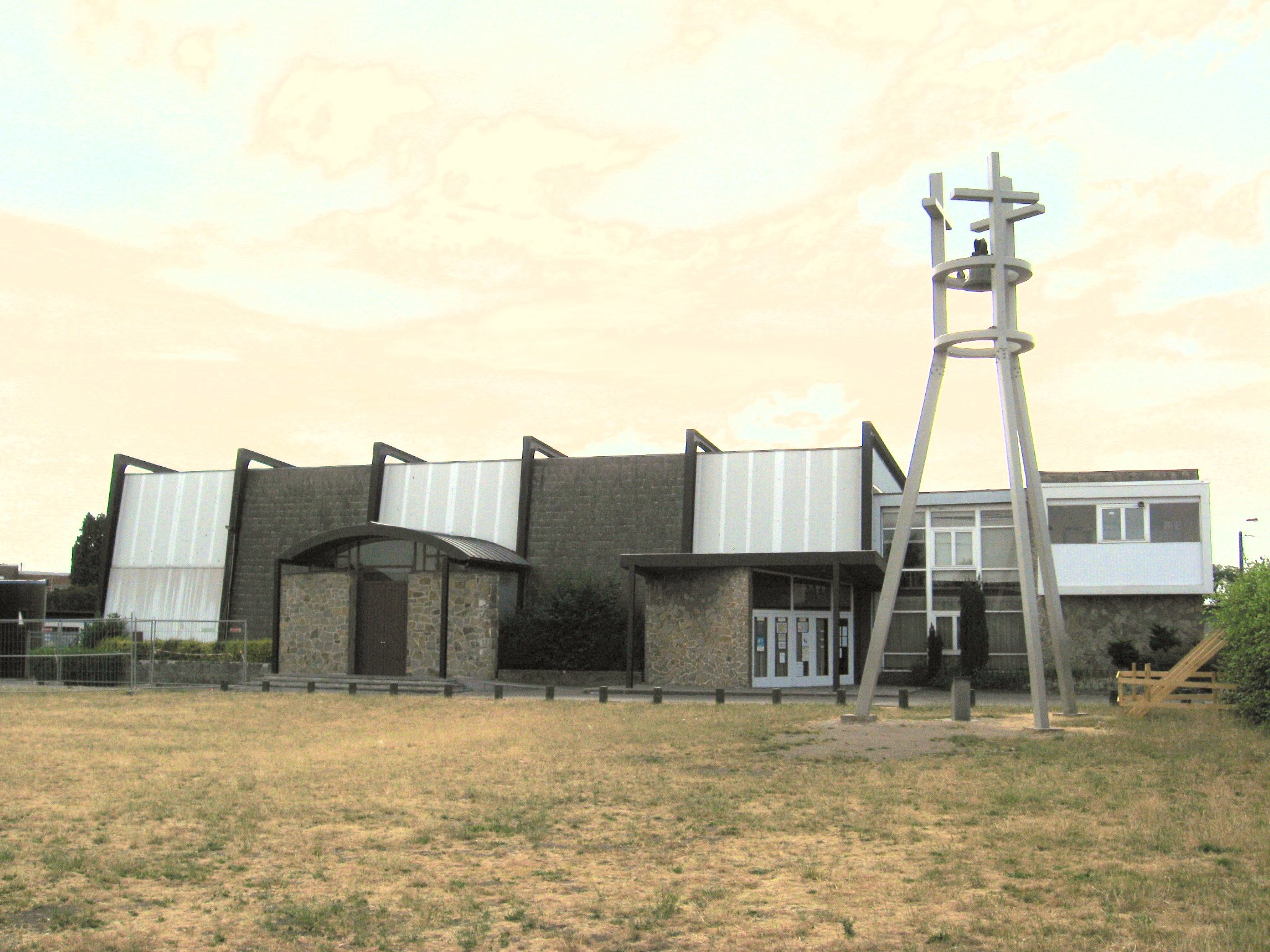
Sint-Jozefkerk

De Sint-Jozefkerk (Église Saint-Joseph) is een parochiekerk in Belleflamme, een buurtschap van de Luikse deelgemeente Grivegnée, gelegen aan Rue de Belleflamme. Anno 2018 is de kerk in gebruik bij de rooms-katholieke Alliance Jupille - Grivegnée-Hauteurs, een groep parochies in het bisdom Luik.
Het is een doosvormig kerkgebouw in brutalistische stijl, met zes portalen die de kerk dwars overspannen. Bij de kerk staat een open klokkentoren, bestaande uit drie kruisvormige buizen, die verbonden zijn door twee stalen ringen.